# Copa del Rey de voleibol 2018
La Copa de S.M. el Rey es una competición que se disputa en el voleibol en un fin de semana. La competición se lleva disputando durante muchos años, siendo esta la LXVIII edición. En esta ocasión, el pabellón de Los Pajaritos (Soria, España) acogerá un torneo cuya organización corrió a cargo del Río Duero Soria.

## Sistema de competición
La primera fase se lleva a cabo durante la primera ronda de la liga regular o Superliga. Los 5 equipos con mayor número de puntos y el organizador se clasifican para disputar dicha competición.
Una vez dentro, los equipos fuera de la primera y segunda posición en el final de la jornada 11, se citan para alcanzar una posición en las semifinales donde les esperan los dos cabezas de serie. Con los cuartos de final definidos, los equipos se enfrentan para conocer quien estará en la final. Un último partido donde el vencedor, se proclamará campeón de la competición oficial.

## Equipos participantes
Organizador:
· Río Duero Soria
Equipos de esta edición:
· Urbia Voley Palma
· C.V. Teruel
· Unicaja Almería
· FC Barcelona Voleibol
· Club Voleibol Ibiza

## Cuadro de la Copa
|  | Cuartos de final | Cuartos de final      | Cuartos de final  | Cuartos de final | Cuartos de final | Cuartos de final | Cuartos de final |    |    | Semifinales         | Semifinales | Semifinales | Semifinales | Semifinales | Semifinales | Semifinales |  |   | Final           | Final | Final | Final | Final | Final | Final |  |
|  |                  |                       |                   |                  |                  |                  |                  |    |    |                     |             |             |             |             |             |             |  |   |                 |       |       |       |       |       |       |  |
|  |                  |                       |                   |                  |                  |                  |                  |    |    |                     |             |             |             |             |             |             |  |   |                 |       |       |       |       |       |       |  |
|  | 1                | Urbia Voley Palma     |                   |                  |                  |                  |                  |    |    |                     |             |             |             |             |             |             |  |   |                 |       |       |       |       |       |       |  |
|  | 1                | Urbia Voley Palma     |                   |                  |                  |                  |                  |    |    |                     |             |             |             |             |             |             |  |   |                 |       |       |       |       |       |       |  |
|  |                  |                       |                   |                  |                  |                  |                  |    |    |                     |             |             |             |             |             |             |  |   |                 |       |       |       |       |       |       |  |
|  |                  | 1                     | Urbia Voley Palma | 18               | 22               | 22               |                  |    |    |                     |             |             |             |             |             |             |  |   |                 |       |       |       |       |       |       |  |
|  |                  |                       |                   |                  |                  |                  |                  |    |    |                     |             |             |             |             |             |             |  |   |                 |       |       |       |       |       |       |  |
|  |                  |                       | 5                 | Unicaja Almería  | 25               | 25               | 25               |    |    |                     |             |             |             |             |             |             |  |   |                 |       |       |       |       |       |       |  |
|  | 4                | Unicaja Almería       | 5                 | Unicaja Almería  | 25               | 25               | 25               | 25 | 25 | 18                  | 23          | 15          |             |             |             |             |  |   |                 |       |       |       |       |       |       |  |
|  | 4                | Unicaja Almería       |                   |                  |                  |                  |                  |    |    |                     |             | 15          |             |             |             |             |  |   |                 |       |       |       |       |       |       |  |
|  | 5                | FC Barcelona Voleibol | 22                | 15               | 25               | 25               | 12               |    |    |                     |             |             |             |             |             |             |  |   |                 |       |       |       |       |       |       |  |
|  | 5                | FC Barcelona Voleibol | 22                | 15               | 25               | 25               | 12               |    |    |                     |             |             |             |             |             |             |  | 1 | Unicaja Almería | 20    | 20    | 21    |       |       |       |  |
|  |                  |                       |                   |                  |                  |                  |                  |    |    |                     |             |             |             |             |             |             |  | 1 | Unicaja Almería | 20    | 20    | 21    |       |       |       |  |
|  |                  |                       | 2                 | C.V. Teruel      | 25               | 25               | 25               |    |    |                     |             |             |             |             |             |             |  |   |                 |       |       |       |       |       |       |  |
|  | 3                | Río Duero Soria       | 2                 | C.V. Teruel      | 25               | 25               | 25               | 20 | 20 | 25                  | 25          | 10          |             |             |             |             |  |   |                 |       |       |       |       |       |       |  |
|  | 3                | Río Duero Soria       |                   |                  |                  |                  |                  |    |    |                     |             | 10          |             |             |             |             |  |   |                 |       |       |       |       |       |       |  |
|  | 6                | Club Voleibol Ibiza   | 25                | 25               | 22               | 17               | 15               |    |    |                     |             |             |             |             |             |             |  |   |                 |       |       |       |       |       |       |  |
|  | 6                | Club Voleibol Ibiza   | 25                | 25               | 22               | 17               | 15               |    | 3  | Club Voleibol Ibiza | 20          | 25          | 24          | 18          |             |             |  |   |                 |       |       |       |       |       |       |  |
|  |                  |                       |                   |                  |                  |                  |                  |    | 3  | Club Voleibol Ibiza | 20          | 25          | 24          | 18          |             |             |  |   |                 |       |       |       |       |       |       |  |
|  |                  |                       | 2                 | C.V. Teruel      | 25               | 19               | 26               | 25 |    |                     |             |             |             |             |             |             |  |   |                 |       |       |       |       |       |       |  |
|  |                  |                       | 2                 | C.V. Teruel      | 25               | 19               | 26               | 25 |    |                     |             |             |             |             |             |             |  |   |                 |       |       |       |       |       |       |  |
|  |                  |                       |                   |                  |                  |                  |                  |    |    |                     |             |             |             |             |             |             |  |   |                 |       |       |       |       |       |       |  |
|  | 2                | C.V. Teruel           |                   |                  |                  |                  |                  |    |    |                     |             |             |             |             |             |             |  |   |                 |       |       |       |       |       |       |  |
|  | 2                | C.V. Teruel           |                   |                  |                  |                  |                  |    |    |                     |             |             |             |             |             |             |  |   |                 |       |       |       |       |       |       |  |
|  |                  |                       |                   |                  |                  |                  |                  |    |    |                     |             |             |             |             |             |             |  |   |                 |       |       |       |       |       |       |  |

| Predecesor: Copa del Rey 2017 Leganés | 'Copa del Rey 2018' Soria | Sucesor: Copa del Rey 2019 Melilla |